# Operación Pedestal
La Operación Pedestal fue una operación británica para conseguir a toda costa hacer llegar suministros a la isla de Malta en agosto de 1942, durante la Segunda Guerra Mundial.
Malta era la base desde donde buques, submarinos y aviones atacaban a los convoyes del Eje que llevaban suministros esenciales para los ejércitos alemanes e italianos en África del Norte. En 1941-42, Malta estaba bajo asedio, bloqueada por las fuerzas navales y aéreas del Eje. Para evitar que Malta cayera, el Reino Unido tenía que hacer llegar a los convoyes a cualquier precio. A pesar de las pérdidas considerables, consiguió llevar suministros suficientes a la isla para asegurar su supervivencia, aunque dejó de ser una base efectiva para maniobras ofensivas durante el resto de 1942.
El SS Ohio, un petrolero de fabricación americana con tripulación inglesa, se encargó de transportar y entregar la parte más importante de los suministros, el combustible. La operación empezó el 9 de agosto de 1942, cuando el convoy cruzó el estrecho de Gibraltar.
La batalla recibe el nombre de "Batalla de Mediados de Agosto" en Italia y el convoy, Konvoj ta' Santa Marija, en Malta. El intento de hacer que unos 50 barcos pasaran entre bombarderos, E-Boats, campos de minas y submarinos ha pasado a la historia militar como una de las victorias estratégicas británicas más importantes de la Segunda Guerra Mundial. Sin embargo, costó las vidas de 400 personas, y solo 5 de los 14 buques mercantes originales llegaron al Gran Puerto.

## Trasfondo
En 1942, el Imperio británico estaba librando una guerra terrestre con las fuerzas italianas en África del Norte y sus aliados, los Afrika Korps de Rommel.
La isla de Malta era un punto estratégico para ambos bandos, al estar situada en medio del mar Mediterráneo, junto a África e Italia. Desde el año 1814 había sido parte del Imperio británico, a excepción de dos años de ocupación napoleónica. La isla era una pieza clave en la guerra, ya que los aliados la usaban como base para dificultar los esfuerzos del Eje de suministrar a sus fuerzas en África. El aeródromo era muy utilizado por los cazas aliados, al ser la única base militar entre los territorios británicos de Gibraltar y Alejandría. Para el Eje, la isla era una amenaza desde el punto de vista estratégico y para la comunicación entre los territorios del Eje en Europa y en el Norte de África. El Eje planeó que la isla, al estar lejos de Gran Bretaña y cerca de Italia, no podía ser defendida y atacarla no consumiría muchos recursos militares, ya que en la isla solamente permanecían 4.000 soldados y tres biplanos. Debido a la presión del Eje sobre la isla, el Afrika Korps había podido reabastecerse, llegando a la frontera con Egipto.
Durante esta fase de la guerra, Malta andaba muy escasa en munición, comida y combustible, tanto para operaciones militares como para uso civil. Los intentos en superar el bloqueo y suministrar la isla eran costosos y solían terminar en fracaso. El esfuerzo doble para traer provisiones a Malta durante junio de 1942 conocido como las Operaciones Harpoon (desde Gibraltar) y Vigorous (desde Alejandría, Egipto) fueron un fracaso. Solo dos mercantes de Harpoon y ninguno de Vigorous llegaron a Malta, muchos otros fueron hundidos (incluyendo el único petrolero en Harpoon), y los barcos escoltas también sufrieron daños severos. Los estrategas militares sabían que Malta tendría que rendirse si no conseguía combustible, comida y munición antes de finales de agosto. El comandante aéreo local había advertido que quedaban solo unas semanas de combustible para aviones. El Almirantazgo trazó planes para que otro convoy se dirigiera Malta tan pronto como se pudiera, a mediados de agosto. Otro objetivo de la operación sería dotar a la isla de Malta de nuevos cazas de combate.

## Orden de batalla
La fecha indica, o bien el día en que los barcos llegaron a la isla, o bien el día en que fueron hundidos.

### Aliados

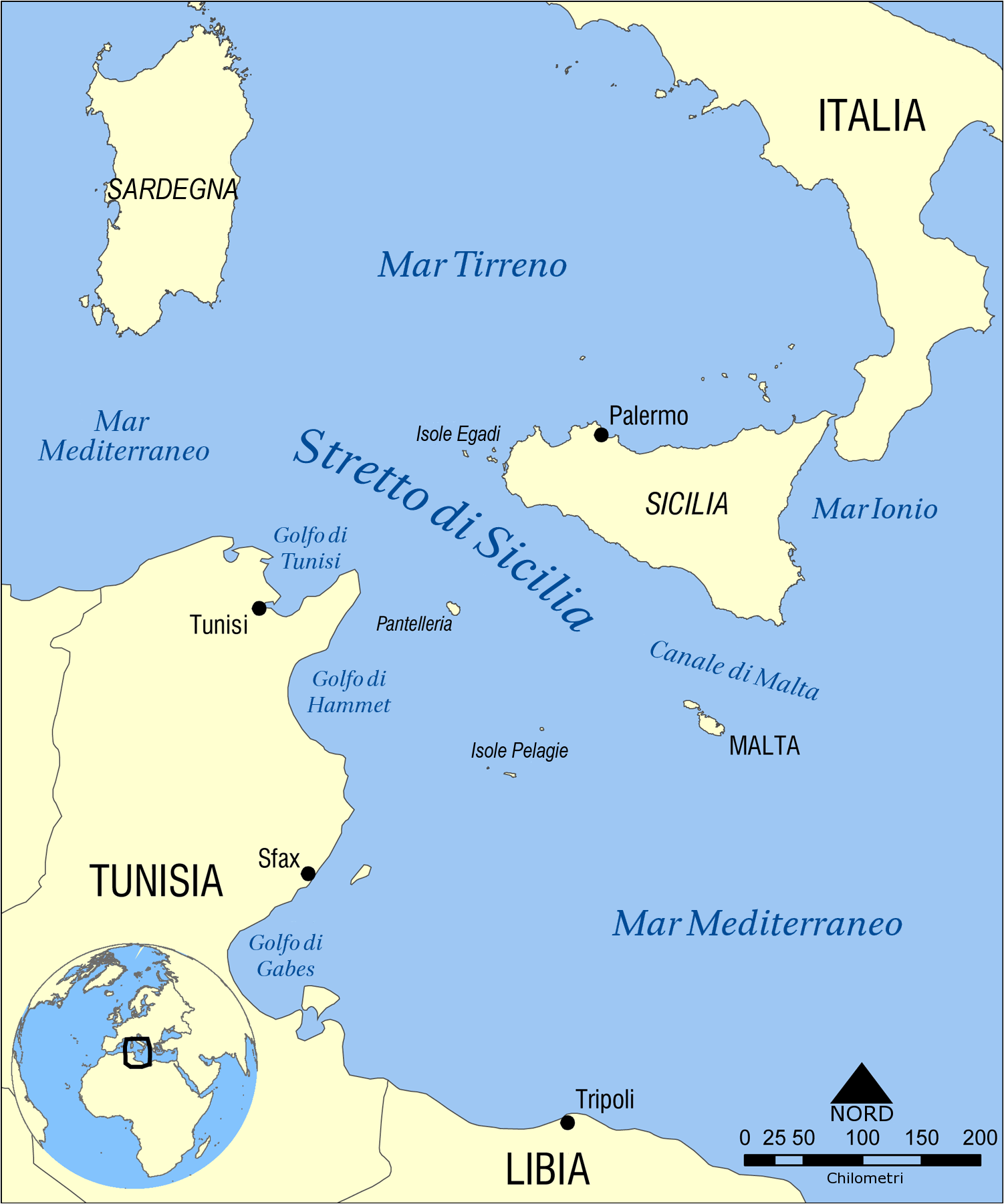
Mapa del estrecho de Sicilia (en italiano)

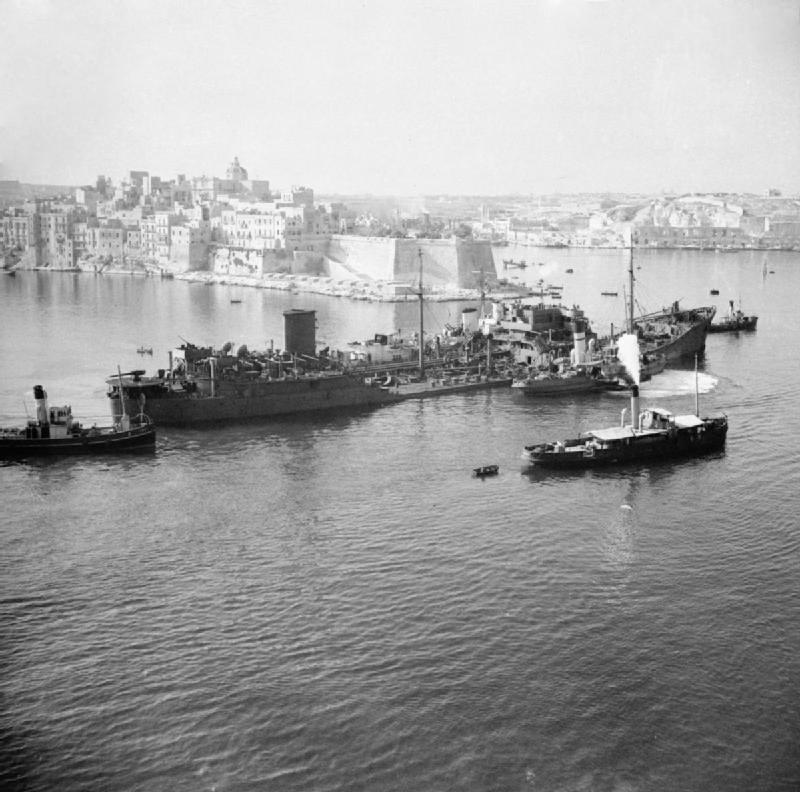
El SS Ohio entrando al puerto, 15 de agosto de 1942

Barcos aliados que participaron en la operación:
| Buque               | Destino                    | Destino                    | Carga                                         |
| Acorazados          | Acorazados                 | Acorazados                 | Acorazados                                    |
| ------------------- | -------------------------- | -------------------------- | --------------------------------------------- |
| Rodney              | Sin daños                  | Sin daños                  |                                               |
| Nelson              | Sin daños                  | Sin daños                  |                                               |
| Portaaviones        |                            |                            |                                               |
| Eagle               | Hundido                    | 11 de agosto               | 16 Sea Hurricanes                             |
| Victorious          | Sin daños                  | Sin daños                  | 6 Sea Hurricanes, 16 Fulmars y 12 Albacores   |
| Indomitable         | Dañado                     | Dañado                     | 10 Martlets, 24 Sea Hurricanes y 16 Albacores |
| Furious             | Sin daños                  | Sin daños                  | Spitfires para reforzar la isla               |
| Cruceros            |                            |                            |                                               |
| Phoebe              | Sin daños                  | Sin daños                  |                                               |
| Sirius              | Sin daños                  | Sin daños                  |                                               |
| Charybdis           | Sin daños                  | Sin daños                  |                                               |
| Nigeria             | Dañado                     | Dañado                     |                                               |
| Kenya               | Dañado                     | Dañado                     |                                               |
| Manchester          | Muy dañado, echado a pique | Muy dañado, echado a pique |                                               |
| Cairo               | Hundido                    | 12 de agosto               |                                               |
| Destructores        |                            |                            |                                               |
| Ashanti             | Sin daños                  | Sin daños                  |                                               |
| Badsworth           | Sin daños                  | Sin daños                  |                                               |
| Bramham             | Sin daños                  | Sin daños                  |                                               |
| Bicester            | Sin daños                  | Sin daños                  |                                               |
| Derwent             | Sin daños                  | Sin daños                  |                                               |
| Eskimo              | Sin daños                  | Sin daños                  |                                               |
| Foresight           | Muy dañado, echado a pique | Muy dañado, echado a pique |                                               |
| Fury                | Sin daños                  | Sin daños                  |                                               |
| Intrepid            | Sin daños                  | Sin daños                  |                                               |
| Ithuriel            | Sin daños                  | Sin daños                  |                                               |
| Icarus              | Sin daños                  | Sin daños                  |                                               |
| Ledbury             | Sin daños                  | Sin daños                  |                                               |
| Lightning           | Sin daños                  | Sin daños                  |                                               |
| Lookout             | Sin daños                  | Sin daños                  |                                               |
| Matchless           | Sin daños                  | Sin daños                  |                                               |
| Pathfinder          | Sin daños                  | Sin daños                  |                                               |
| Penn                | Sin daños                  | Sin daños                  |                                               |
| Somali              | Sin daños                  | Sin daños                  |                                               |
| Tartar              | Sin daños                  | Sin daños                  |                                               |
| Zetland             | Sin daños                  | Sin daños                  |                                               |
| Barcos mercantes    |                            |                            |                                               |
| SS Almeria Lykes    | Hundido                    | 13 de agosto               | Suministros                                   |
| MV Brisbane Star    | Dañado                     | 14 de agosto               | Suministros                                   |
| MV Clan Ferguson    | Hundido                    | 12 de agosto               | Suministros                                   |
| MV Deucalion        | Hundido                    | 12 de agosto               | Suministros                                   |
| MV Dorset           | Hundido                    | 13 de agosto               | Suministros                                   |
| MV Empire Hope      | Hundido                    | 12 de agosto               | Suministros                                   |
| MV Glenorchy        | Hundido                    | 13 de agosto               | Suministros                                   |
| MV Melbourne Star   | Sin daños                  | 14 de agosto               | Suministros                                   |
| SS Ohio             | Dañado irremediablemente   | 15 de agosto               | Combustible                                   |
| MV Port Chalmers    | Sin daños                  | 13 de agosto               | Suministros                                   |
| MV Rochester Castle | Dañado                     | 13 de agosto               | Suministros                                   |
| SS Santa Elisa      | Hundido                    | 13 de agosto               | Carga, bidones de combustible                 |
| SS Waimarama        | Hundido                    | 12 de agosto               | Carga, bidones de combustible                 |
| MV Wairangi         | Hundido                    | 13 de agosto               | Carga, munición y bidones de combustible      |

### Eje

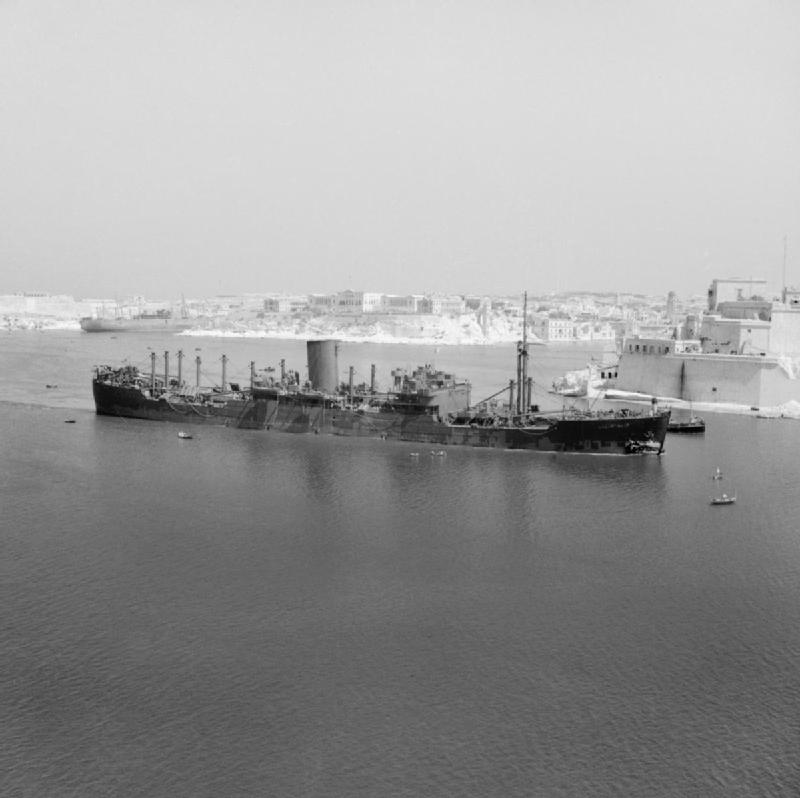
El MV Brisbane Star entrando al Gran Puerto, Valletta.

Barcos del Eje que participaron en la operación:
| Buque                 | Destino    | Destino    |
| Cruceros              | Cruceros   | Cruceros   |
| --------------------- | ---------- | ---------- |
| Gorizia               | Sin daños  | Sin daños  |
| Bolzano               | Muy dañado | Muy dañado |
| Muzio Attendolo       | Muy dañado | Muy dañado |
| Trieste               | Sin daños  | Sin daños  |
| Eugenio di Savoia     | Sin daños  | Sin daños  |
| Raimondo Montecuccoli | Sin daños  | Sin daños  |
| Submarinos            |            |            |
| Alagi                 | Sin daños  | Sin daños  |
| Avorio                | Sin daños  | Sin daños  |
| Axum                  | Sin daños  | Sin daños  |
| Brin                  | Sin daños  | Sin daños  |
| Bronzo                | Sin daños  | Sin daños  |
| Cobalto               | Hundido    | Hundido    |
| Dagabur               | Hundido    | Hundido    |
| Dandolo               | Sin daños  | Sin daños  |
| Emo                   | Sin daños  | Sin daños  |
| Giada                 | Dañado     | Dañado     |
| U-73                  | Sin daños  | Sin daños  |

## Resultado
Algunos analistas afirman que el éxito de la Operación Pedestal influyó en la victoria del General Montgomery sobre el mariscal Rommel en el El Alamein.

### Festividad
La llegada de los últimos buques del convoy el 15 de agosto coincidió con la Fiesta de la Asunción (Santa Marija) y hoy en día aún se usa el nombre de Santa Marija Convoy. La fiesta pública y las celebraciones de ese día celebran, en parte, la llegada del convoy.